# إرنست نيل
إرنست نيل (بالإنجليزية: Ernest Neal) هو شاعر أمريكي، ولد في 1858 في كالهون في الولايات المتحدة، وتوفي في 7 يناير 1943.